# تاخت اسب
تاخت اسب یا دیگر چهارپایان به دو شکل است: تاخت ملایم و تاخت چهارنعل. تاخت خود یکی از انواع حرکت اسب است.

## انواع حرکت اسب
اسب به‌طور کلی به چهار طریق حرکت می‌کند که عبارتند از قدم، یورتمه، تاخت ملایم و تاخت چهارنعل.
تاخت چهار نعل سریع‌ترین حالت دویدن اسب است که در آن اسب با بیشترین سرعت به سمت جلو می رود. پاهای اسب در حرکت چهارنعل کاملاً کشیده و گام‌هایش تا حد امکان بلند است. ترتیب حرکت پاهای اسب در حرکت چهارنعل (با پیشگامی دست چپ) به این صورت است: پای راست، پای چپ و بلافاصله دست راست، دست چپ. بنابراین، حرکت چهارنعل اسب یک حرکت چهار ضربی است. تفاوت تاخت چهارنعل با تاخت ملایم این است که زمان معلق ماندن اسب در حالت چهارنعل بیشتر است و سرعت حرکت نیز بالاتر است. همچنین، دست و پای مخالفی که در حالت تاخت ملایم با هم به زمین می آمد در حرکت چهارنعل دیگر نمی تواند به این صورت عمل کند چون سرعت زیاد است؛ در حرکت چهارنعل وضعیت حرکت این دو دست و پا اینگونه است که پا کمی قبل از دست مخالفش به زمین ضربه می زند.
حالت چهار نعل زمانی قابل رویت است که اسب به شدت می دود؛ مثلا در مسابقات اسبدوانی. 